# Фостер (Оклахома)
Фостер (англ. Foster) — місто (англ. town) в США, в окрузі Гарвін штату Оклахома. Населення — 246 осіб (2020).

## Географія
Фостер розташований за координатами 34°35′51″ пн. ш. 97°29′30″ зх. д. / 34.59750° пн. ш. 97.49167° зх. д. (34.597493, -97.491719).  За даними Бюро перепису населення США в 2010 році місто мало площу 41,53 км², з яких 41,31 км² — суходіл та 0,22 км² — водойми.

## Демографія
Згідно з переписом 2010 року, у місті мешкала 161 особа в 57 домогосподарствах у складі 47 родин. Густота населення становила 4 особи/км².  Було 68 помешкань (2/км²).
Расовий склад населення:
| - 87,6 % — білих - 9,9 % — корінних американців |

До двох чи більше рас належало 2,5 %. Частка іспаномовних становила 1,2 % від усіх жителів.
За віковим діапазоном населення розподілялося таким чином: 26,7 % — особи молодші 18 років, 57,8 % — особи у віці 18—64 років, 15,5 % — особи у віці 65 років та старші. Медіана віку мешканця становила 38,5 року. На 100 осіб жіночої статі у місті припадало 94,0 чоловіків;  на 100 жінок у віці від 18 років та старших — 100,0 чоловіків також старших 18 років.
Середній дохід на одне домашнє господарство  становив 68 643 долари США (медіана — 53 333), а середній дохід на одну сім'ю — 73 931 долар (медіана — 53 333). За межею бідності перебувало 9,4 % осіб, у тому числі 0,0 % дітей у віці до 18 років та 26,3 % осіб у віці 65 років та старших.
Цивільне працевлаштоване населення становило 53 особи. Основні галузі зайнятості: освіта, охорона здоров'я та соціальна допомога — 20,8 %, сільське господарство, лісництво, риболовля — 18,9 %, роздрібна торгівля — 15,1 %.